# Yūta Mikado
Yūta Mikado (三門 雄大?, Mikado Yūta; Saitama, 26 dicembre 1986) è un calciatore giapponese, centrocampista dell'Imabari.